# زاویه (خوی)
زاویه، روستایی است از توابع بخش صفائیه که در شهرستان خوی استان آذربایجان غربی ایران قرار دارد. این روستا مرکز دهستان سکمن آباد است.

## جغرافیا
روستای زاویه در فاصله پنجاه کیلومتری شمال غربی شهر خوی قرار دارد و وضع طبیعی آن دشتی است.

## جمعیت
این روستا در دهستان سکمن‌آباد قرار داشته و بر اساس سرشماری سال ۱۳۹۵ جمعیت آن ۱۶۴۰ نفر (۴۵۸ خانوار)
بوده‌است که پر جمعیت ترین و بزرگترین سکونتگاه بخش صفائیه می‌باشد.
مردم این روستا تماماً به زبان ترکی آذربایجانیسخن می‌گویند و مسلمان شیعه هستند.

## اقتصاد زاویه
شغل اصلی اهالی کشاورزی و دامپروری است. روستای زاویه در نزدیکی ییلاقات عشایر و ایلات قرار دارد و اهالی روستا با عشایر رابطه اقتصادی دارند. میزان مهاجرت نیز در این روستا بالاست و به شهرهای خوی، تهران و ارومیه صورت می‌گیرد.

## فرهنگ زاویه
فرهنگ اصیل آذربایجانی بر این روستا حاکم است و مراسم اهالی روستا، همچون سایر آذربایجانی‌ها می‌باشد.

## آثار تاریخی
آثار تاریخی آغداش که در ترکی آذربایجانی یعنی سنگ سفید، قبرستان ارامنه، داشلی تپه، قیرمیزی داش و گؤل زمی حکایت از تاریخ کهن زیوه دارند.

## زیارتگاه‌ها
زیارتگاه‌های آلما آغاجی، گه بابا و مقبره سید اسماعیل حسینی، زیارتگاه‌های روستای زاویه سکمن آباد هستند.